# 蒙塔古 (紐約州)
蒙塔古（英語：Montague）是一個位於美國紐約州劉易斯縣的鎮。

## 人口
根據2020年美國人口普查的數據，蒙塔古的面積為169.16平方千米，當中陸地面積為168.74平方千米，而水域面積為0.42平方千米。當地共有人口97人，而人口密度為每平方千米1人。